# Ich bin jung und brauche das Geld (Lied)
Ich bin jung und brauche das Geld ist ein Lied des deutschen Rappers Eko Fresh, das er zusammen mit dem Sänger G-Style aufnahm. Der Song ist die erste Singleauskopplung seines gleichnamigen Debütalbums Ich bin jung und brauche das Geld und wurde am 5. Oktober 2003 veröffentlicht.

## Inhalt
Ich bin jung und brauche das Geld ist eine Lobeshymne auf Eko Fresh selbst, der sich im Lied als überlegen gegenüber der deutschen Rapszene bezeichnet. Dabei würden andere Rapper nur versuchen, ihn zu kopieren, während er von oben herablache. Er spricht ihnen jegliches Talent ab, verweist auf sein gemachtes Geld und bezeichnet sich als das achte Weltwunder. Eko Fresh rappt auch über den Hass und Neid der anderen, die über ihn reden würden, um selbst Aufmerksamkeit zu bekommen. Doch könne ihn niemand vom Thron schubsen und er sei bereit für weltweiten Erfolg. G-Style preist den Rapper mit verschiedenen Superlativen, wie Freshste, Beste, Größte, Star und Player.

„Er ist der Freshste auf der Welt

Denn er ist jung und braucht das Geld

Er lebe hoch, es ist E.K.O.

Er ist der Beste, den es gibt

Hat deshalb Stress mit den MCs

Er lebe hoch, es ist E.K.O.“

## Produktion
Der Song wurde von dem Musikproduzenten Aksit Ugurlu aka DJ Ses produziert, der dafür die Musik des Liedes The World’s Greatest von R. Kelly verwendete. Somit ist neben Eko Fresh auch Robert Kelly als Autor angegeben.

## Musikvideo
Das zu Ich bin jung und brauche das Geld gedrehte Musikvideo verzeichnet auf YouTube über 3,8 Millionen Aufrufe (Stand August 2023). Im Video sind Eko Fresh und G-Style draußen auf einem Basketballplatz zu sehen, wo sie den Song rappen bzw. singen. Der Rapper trägt dabei unter anderem ein Trikot der Harlem Globetrotters. Auf dem Platz befinden sich weitere Personen, darunter auch die Sängerin und Eko Freshs damalige Freundin Valezka. Einige Leute spielen Basketball oder fahren BMX bzw. Skateboard. In manchen Szenen ist im Hintergrund eine große Deutschland- und eine Türkeifahne zu sehen. Später stehen Eko Fresh und G-Style mit einer Personengruppe im Dunkeln vor einem Auto und der Rapper hält Geldscheine in der Hand.

## Single

### Covergestaltung
Das Singlecover zeigt auf der linken Seite Eko Fresh, der ein schwarzes Achselshirt mit dem gelben Schriftzug I Am the German Dream trägt und den Betrachter ansieht. Rechts im Bild befinden sich die Schriftzüge Eko Fresh, featuring G-Style und Ich bin jung und brauche das Geld in Rot und Schwarz. Der Hintergrund ist rot und gelb gehalten.

### Titelliste
1. Ich bin jung und brauche das Geld feat. G-Style (Album Version) – 4:27
2. Ich bin jung und brauche das Geld feat. G-Style (Video Version) – 4:11
3. Anti Garranti feat. Anti Garranti (Summer Cem, Caput, Ercandize) & G-Style – 4:40
4. Für meinen größten Fan – 3:38

### Chartplatzierungen
Ich bin jung und brauche das Geld stieg am 20. Oktober 2003 auf Platz fünf in die deutschen Singlecharts ein, wo es sich drei Wochen lang platzieren konnte. Insgesamt hielt sich der Song 14 Wochen in den Top 100, davon vier Wochen in den Top 10. Es ist bis heute Eko Freshs einziger Top-10-Hit. Für den Zeitraum von fünf Wochen war es der erfolgreichste deutschsprachige Titel in den Charts. In der Schweiz erreichte das Lied Rang 29 und war neun Wochen in den Top 100 vertreten, wohingegen es die Charts in Österreich verpasste. In den deutschen Single-Jahrescharts 2003 belegte Ich bin jung und brauche das Geld Position 55.
| ChartsChartplatzierungen | Höchstplatzierung | Wochen |
| ------------------------ | ----------------- | ------ |
| Deutschland (GfK)        | 5 (14 Wo.)        | 14     |
| Schweiz (IFPI)           | 29 (9 Wo.)        | 9      |

| ChartsJahrescharts (2003) | Platzierung |
| ------------------------- | ----------- |
| Deutschland (GfK)         | 55          |